# Marcelo Nicácio
Marcelo da Paixão Ramos Nicácio, noto semplicemente come Marcelo Nicácio (Salvador, 5 gennaio 1983), è un ex calciatore brasiliano, di ruolo attaccante.

## Carriera

### Club
Ha giocato nella prima divisione brasiliana ed in quella bulgara.

### Nazionale
Ha giocato nella nazionale brasiliana Under-20.

## Palmarès

### Club

#### Competizioni statali
- Campionato Mineiro: 1

Atlético Mineiro: 2007
- Campionato Cearense: 2

Fortaleza: 2009
Ceará: 2011
- Campionato Baiano: 1

Vitória: 2013

### Individuale
- Capocannoniere della Copa do Nordeste: 1

2013 (5 reti)